# Kreil (Noord-Holland)
Kreil, eigenlijk Aan de Kreil, is een buurtschap bij Barsingerhorn in de gemeente Hollands Kroon in de Nederlandse provincie Noord-Holland. Het ligt aan de Westfriese Omringdijk,  aansluitende bij het Poolland. De buurtschap lag volgens oude kaarten oorspronkelijk binnendijks aan de Hemmeweg, maar verschoof later in de richting van de Omringdijk en de Wieringerwaard. Het streekje langs de Omringdijk stond nog in de 19e eeuw bekend als deel van het Poolland. 
In het bedijkingsoctrooi voor de Wieringerwaard uit 1597 wordt gesproken over de Honck-dijck by de Kreyl. Ook Dirck Adriaensz. Valcooch vermeldt De Creyl in zijn kroniek uit 1599. Deze kroniek vermeldt onder het jaar 1572 d'oude Creyldijck als een binnendijk, die aansloot bij de Westfriese Omringdijk. De buurtschap met de bijbehorende Creyl Molen worden afgebeeld op een kaart van het Hoogheemraadschap van de Uitwaterende Sluizen uit 1745. De molen diende voor de ontwatering van de Kaagpolder en was volgens sommige berichten in 1735 gebouwd; hij werd in 1911 vervangen door een motorgemaal. Een deel van de bebouwing is al te zien op een soortgelijke kaart uit 1682/83. Pas uit 1736 dateert de eerste vermelding van een verkocht huis op de Kreijl.
De naam Kreil gaat terug op een Romaans leenwoord dat 'rijshout, vlechtwerk' of mogelijk ook 'broekbos' betekent. Kreil is tevens een ondiepte in de Zuiderzee. Volgens 16e-eeuwse kronieken heeft hier het legendarische Kreilerwoud gelegen. De taalkundige Moritz Schönfeld suggereert daarentegen dat de naam van de met bos begroeide ondiepte kan zijn overgegaan op een waternaam, bijvoorbeeld een geul die later is afgesloten.
Kreil ligt op de rand van de voormalige gemeente Wieringerwaard, een poldergebied dat in 1610 werd ingepolderd. Een deel van het plaatsje wordt daarom formeel tot Wieringerwaard gerekend. Op de hoek van de Barsingerweg werd in de 19e eeuw een doopsgezinde kerk gebouwd. Dit ter vervanging van een houten schuilkerkje uit 1654 (of 1625) elders in de Wieringerwaard. De kerk werd 1922 buiten gebruik gesteld en vier jaar later afgebroken.
De buurtschap (voor zover behorend tot Barsingerhorn) had in 1840 22 woningen met ruim 100 inwoners. 
Eenmaal per jaar wordt er de 'Kreiler kermis' georganiseerd. Hij wordt vermeld sinds 1870.

## Galerij

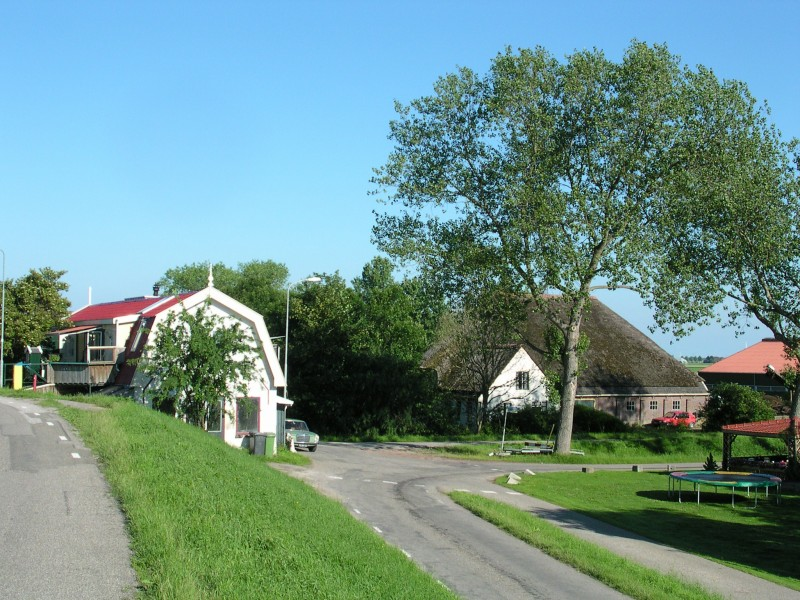
Kreil
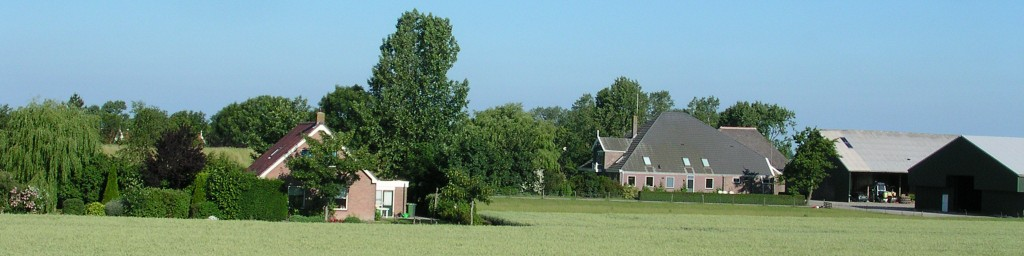
Uitzicht op het buitengebied van Kreil
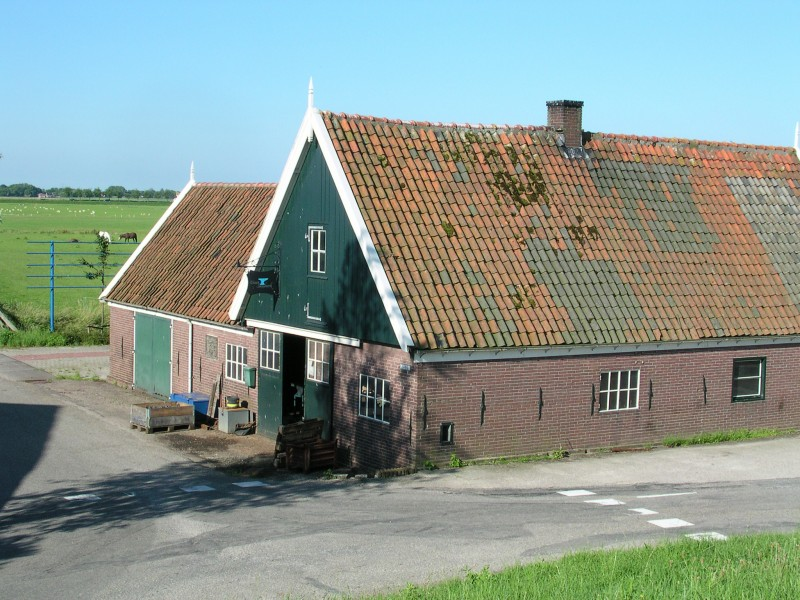
Oude smederij aan de dijk

Dorpen en gehuchten: Anna Paulowna · Barsingerhorn · Breezand · Den Oever · Haringhuizen · Hippolytushoef · De Haukes · Kleine Sluis · Kolhorn · Kreil · Kreileroord · Lutjewinkel · Middenmeer · Moerbeek · Nieuwe Niedorp · Nieuwesluis · Oosterklief · Oosterland · Oude Niedorp · Slootdorp · Smerp · Stroe · De Strook · Terdiek · Tolke (deels) · Van Ewijcksluis · Vatrop · 't Veld · Verlaat (deels) · Westerklief · Westerland · Wieringerwaard · Wieringerwerf · Winkel · Zijdewind

Buurtschappen: Blokhuizen · Dam · De Belt · De Bomen · De Elft · Emaus · Gelderse Buurt · De Gest · Groetpolder · Hanedoes · De Heid · De Hoelm · Hogebieren · Hollebalg · De Kampen · Langereis (deels) · De Leijen · Lutjekolhorn · Mientbrug · Noord-Stroe · Noordburen · Noorderbuurt · De Normer · Poolland · Spoorbuurt · Tin · Vennik (deels) · Wateringskant · De Weel (deels) · De Weere · Westeinde  · Zandburen

Noord-Holland: Steden en dorpen    Nederland: Provincies · Gemeenten